# مانويل بيريرا دي سامبايو
مانويل بيريرا دي سامبايو (بالبرتغالية: Manuel Pereira de Sampaio‏) هو دبلوماسي برتغالي، ولد في 1692 في لاغوس في البرتغال، وتوفي في 1750 في تشيفيتافيكيا في إيطاليا.